# Yao Chang
Yao Chang (姚萇) (331–394), nom de cortesia Jingmao (景茂), formalment Emperador Wuzhao dels Qin (anteriors) ((後)秦武昭帝), va ser l'emperador fundador de l'estat xinès/qiang de Qin anteriors. El seu pare Yao Yizhong (姚弋仲) havia estat un poderós general militar i un cacic qiang sota l'emperador Shi Hu Zhao posterior, però després del col·lapse de Zhao per la mort dels cavalls de Shi Hu, el germà major de Yao Chang Yao Xiang (姚襄) tractà de començar un estat independent però va ser derrotat i assassinat per les forces de Qin anteriors. Yao Chang va esdevenir un general militar dels Qin anteriors, però després d'un incident en el 384 després de la derrota de l'emperador dels Qin anteriors Fu Jiān a la batalla del Riu Fei, Yao Chang va témer que Fu Jian el matés, pel que es va revoltar. Posteriorment a causa d'això va capturar i va matar a Fu Jiān, que havia salvat la seva vida quan Yao Xiang havia estat derrotat, causant que molts historiadors el consideren un traïdor i un assassí.
| Precedit per: None (dinastia fundada)     | Príncep/Emperador de Qin anteriors 384–394      | Succeït per: Yao Xing (Emperador Wenhuan) |
| Precedit per: Fu Jiān de Qin anteriors    | Emperador de la Xina (Shaanxi del Nord) 384–394 | Succeït per: Yao Xing (Emperador Wenhuan) |
| Precedit per: Duan Sui de Yan occidentals | Emperador de la Xina (Shaanxi Central) 386–394  | Succeït per: Yao Xing (Emperador Wenhuan) |